# Ramon Codina i Ribas
Ramon Codina i Ribas (Vic, 4 de desembre del 1927 - Granollers, 21 de maig del 1984) va ser un enginyer hidrogràfic que durant dos anys fou governador civil de Girona.
El 1956 es doctorà en enginyeria de Camins, Canals i Ports. Començà l'activitat professional treballant d'enginyer en cap d'una empresa constructora en l'edificació de les preses de Zújar, Cenajo, Camarillas, Torre del Águila i en construccions diverses del Plan Badajoz. El 22 de novembre del 1959 va ser nomenat enginyer de segona a la Confederació Hidrogràfica del Pirineu Oriental. Del 26 de juliol del 1967 al 1973 va ser cap de secció de la Confederació Hidrogràfica, i a l'octubre del 1967 va ser designat director tècnic de la portada d'aigües del Ter a Barcelona. Nomenat cap de Departament el 31 de juliol del 1973, fins al 1976 va ser cap de construccions de la Confederació. El 2 de març del 1976, i durant la resta del mandat de l'alcalde Viola, va ser delegat de serveis d'Obres Públiques de l'Ajuntament de Barcelona. El 12 de maig del 1978, quan passà a ser delegat a Barcelona del Ministeri d'Obres Públiques i Urbanisme. El 20de juliol de 1980, el govern de la UCD el va fer governador civil de Girona fins que els resultats electorals el feren plegar; al desembre del 1982 es reincorporà com a cap de construccions de la Confederació. L'any 1973, i mentre treballava en la Confederació Hidrogràfica, dirigí la redacció del projecte de transvasament d'aigua de l'Ebre al Pirineu Oriental (des de Benifallet a Gavà i a l'embassament del Noia).
Morí en companyia del seu fill Francesc de Paula Codina i Vives en accident de cotxe a l'autopista A-17, a prop de Granollers, i al seu funeral assistiren el president ex-president de la Generalitat de Catalunya i el del Parlament.
En els anys 60 havia estat rodant de forma amateur una pel·lícula detectivesca i d'acció en format súper 8 amb companys seus de feina fent d'actors. Als anys 80 i a començaments del segle xxi, el seu fill Miquel Codina en recuperà els materials (amb 41 minuts de filmació dels 56 previstos) i entre el 2003 i el 2010, en conjunció amb l'empresa "Glamourama Films", es dedicà a reconstruir-ne el guió, posar-li veu i una banda sonora, digitalitzar-la... L'any 2010 la pel·lículada fou estrenada amb el títol de La caza del cisne. La trama del film, conseqüentment amb la professió d'en Ramon i en Miquel Codina, tractà del risc de contaminació criminal de l'aigua de beure i el monopoli de les empreses embotelladores d'aigua. També compongué una sardana, Tos ulls.